# Relations entre la Jordanie et le Koweït
Les relations entre la Jordanie et le Koweït constituent les relations étrangères bilatérales entre le royaume hachémite de Jordanie et l'État du Koweït.
La relation bilatérale entre les deux pays est considérée comme forte, bien qu'il existe encore des tensions sporadiques. La Jordanie possède une ambassade à Koweït, et le Koweït a une ambassade à Amman.

## Historique
Les deux nations, communément unies par leur racine arabe à la suite des conquêtes arabes, possèdent également une histoire commune sous l'Empire ottoman, par conséquent, les deux pays entretiennent une relation étroite. Les deux nations sont également des monarchies. Des liens sont établis pour la première fois peu après l'indépendance du Koweït, le Premier ministre jordanien, Omar Razzaz, les qualifie d'exemplaire.
Tout au long de la guerre Iran-Irak, la Jordanie et le Koweït sont les deux principaux soutiens de l'Irak dans le conflit contre le régime islamique en Iran,. Cependant, à la suite de la guerre du Golfe, commencée par l'invasion irakienne du Koweït, la Jordanie est accusée de garder le silence sur le sort de nombreux Koweïtiens, dont la famille royale du Koweït, Al-Sabah. Néanmoins, les Jordaniens réussissent à maintenir l'équilibre dans les relations. Après la fin de la guerre du Golfe, la Jordanie devient plus critique à l'égard de Saddam Hussein et plus sympathique envers Koweït. Les deux pays se montrent préoccupés par le blocus du Qatar pendant la crise diplomatique du Golfe,.

## Relations actuelles
Les deux nations, depuis la fin de la guerre du Golfe, connaissent une nouvelle ère de coopération. En 2019, la Jordanie et le Koweït signent 15 accords pour renforcer la coopération dans tous les domaines.
Lors de la qualification pour la Coupe du monde 2022 de football, la Jordanie et le Koweït partagent le même groupe. Il est constaté que des supporters jordaniens scandent le nom de Saddam Hussein durant les matchs, en référence au dictateur irakien qui a envahi le Koweït en 1990. Le gouvernement koweïtien critique le chant et exhorte le gouvernement jordanien à enquêter.
En septembre 2020, la Jordanie et le Fonds koweïtien pour le développement économique arabe (KFAED) signent deux accords d'aide au développement d'une valeur de 89 millions de dollars américains pour financer l'éducation publique, les infrastructures et les réformes économiques en Jordanie,.

## Ambassadeurs
L'actuel ambassadeur de Jordanie au Koweït est Saqr Abu Shatal. L'actuel ambassadeur du Koweït en Jordanie est Aziz Dihani.